# HD 38529 c
HD 38529 c – brązowy karzeł okrążający gwiazdę HD 38529 A. Został odkryty w 2002, a jego minimalna masa została oszacowana metodą spektroskopii dopplerowskiej na 12,7 masy Jowisza, czyli blisko granicy między gazowymi olbrzymami a brązowymi karłami. Pomiary astrometryczne satelity Hipparcos sugerowały nachylenie orbity ok. 160°, a zatem dużo większą rzeczywistą masę, równą około 37 mas Jowisza. Kompleksowe obliczenia przy wykorzystaniu kilku metod obserwacji, w tym pomiarów astrometrycznych wykonanych za pomocą teleskopu Hubble’a pozwoliły uściślić masę obiektu na 17,7 +1,7−1,4 MJ.